# Mona Saudi
Mona Saudi (àrab: مُنى السَّعودي, Munà as-Saʿūdī) (Amman, 1 d'octubre de 1945 – Beirut, 16 de febrer de 2022) va ser una escultora, editora i activista d'art jordana. Va estudiar a l'École Nationale Supérieure des Beaux-Arts de París, on es va graduar el 1973. Utilitza pedres d'arreu del món per a crear les seves escultures. Fora del seu país, és una de les artistes jordanes més reconegudes

## Exposicions destacades
- Al-Balkaa Art Gallery, Fuheis, Jordània, 1992
- Gallery 50 x 70, Beirut, Liban, 1992
- Al-Salmieh Gallery, Kuwait City, Kuwait, 1985
- Alia Art Gallery, Amman, Jordània, 1983
- Galerie Épreuve d'Artiste, Beirut, 1982
- Galerie Elissar, Beirut, 1981
- Galerie Contemporain, Beirut, 1975
- Gallery One, Beirut, 1973
- Galerie Vercamer, París, 1971